# Dauphin (gouttière)
Pour les articles homonymes, voir Dauphin (homonymie).

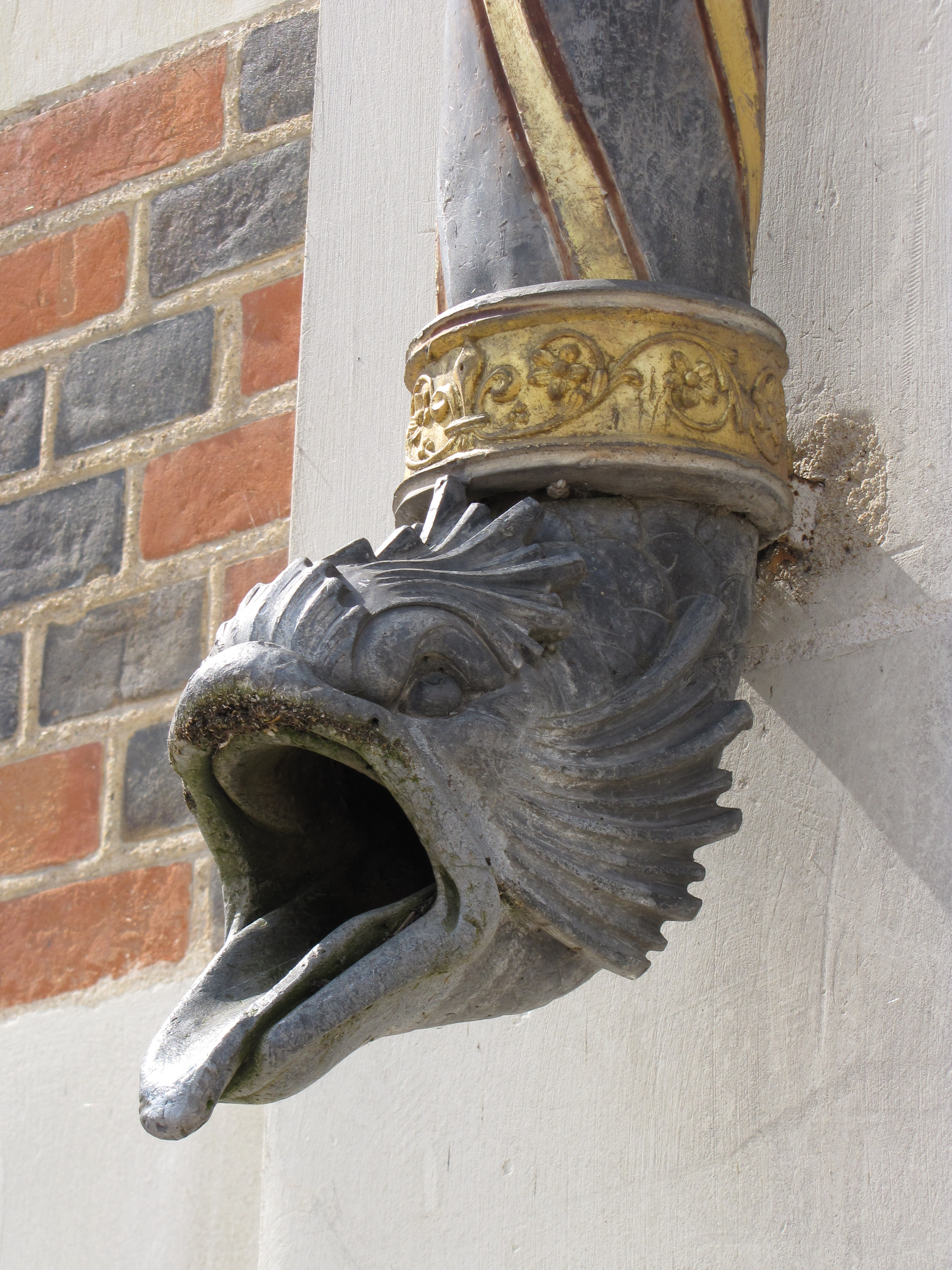
Dauphin, château de Blois.

Un dauphin désigne l'extrémité inférieure en fonte d'un tuyau de descente d'eau pluviale, simplement coudé, ou dont l'orifice est orné d'une espèce de tête de dauphin crachant le jet d'eau latéralement à même le sol. Sa fonction est de dévier l'eau du mur lorsque le tuyau de descente n'est pas raccordé à un réseau d'égouttage. 

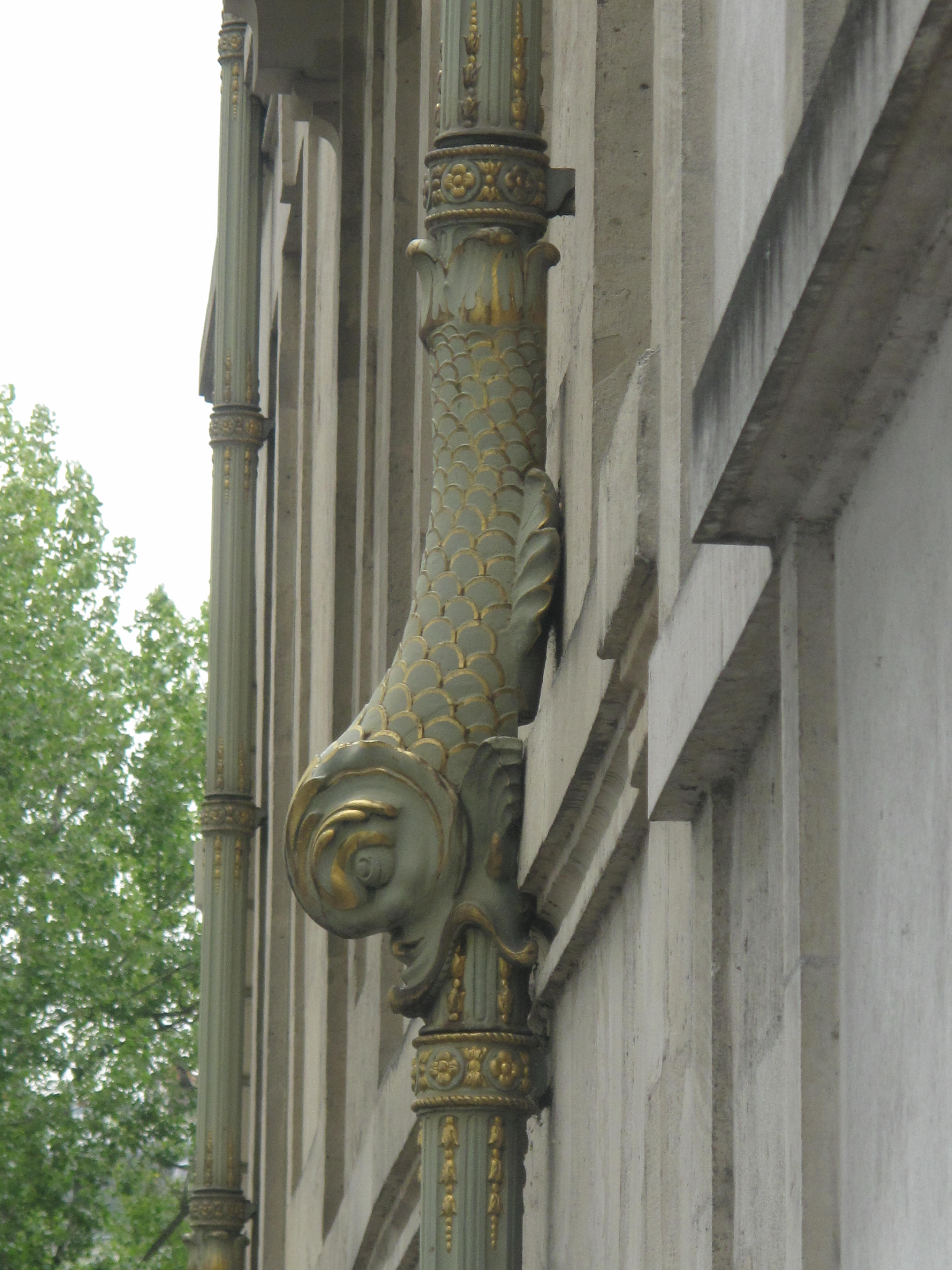
Hôtel de Lauzun.
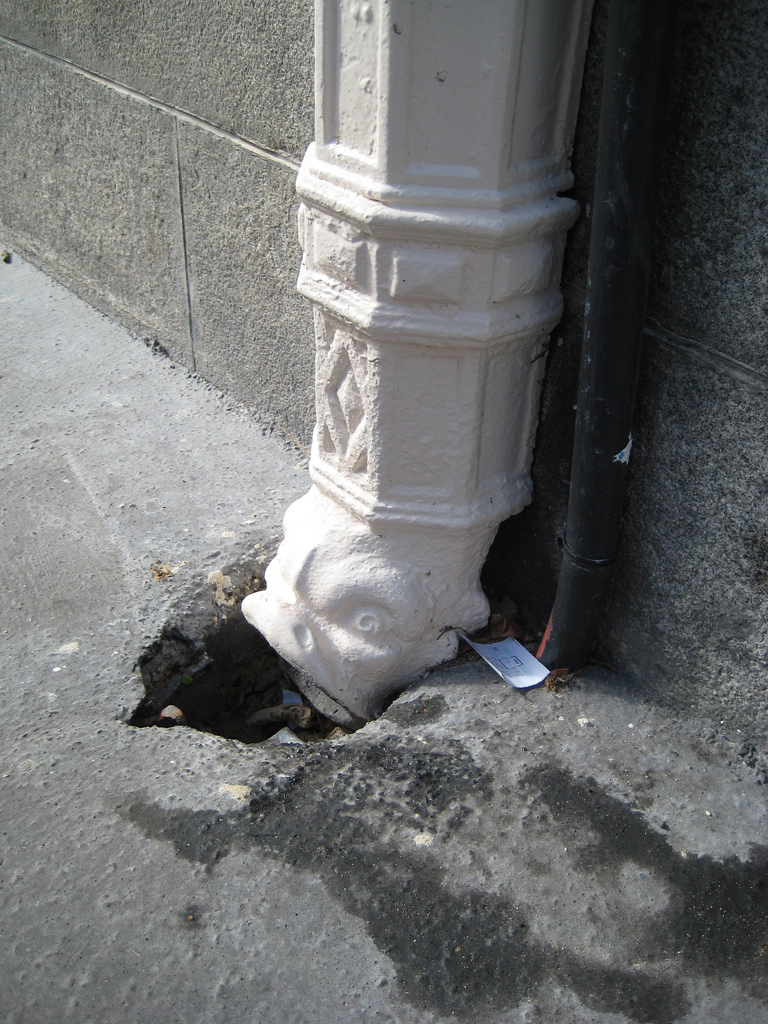
Dauphin à Caen.
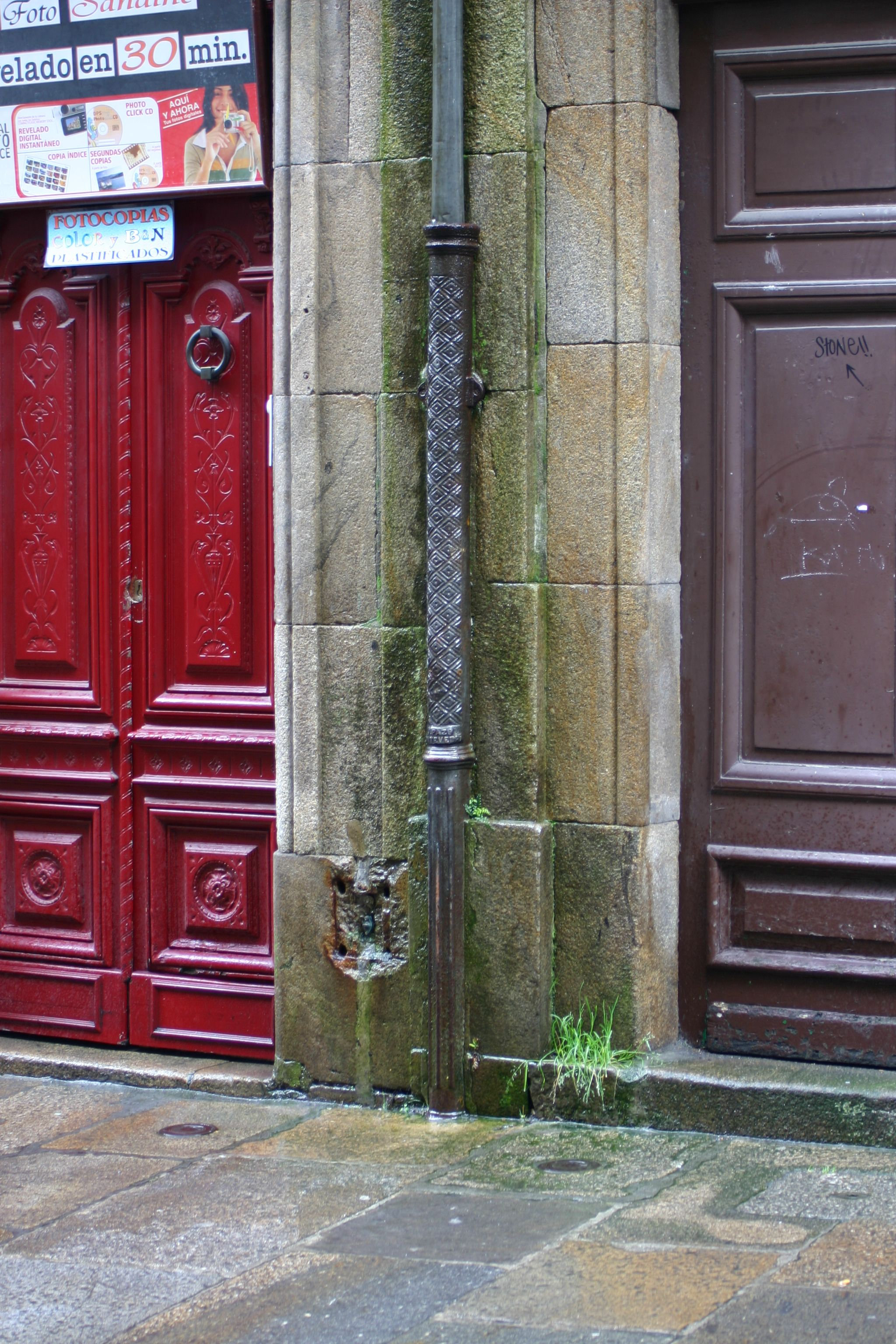
Saint-Jacques-de-Compostelle.
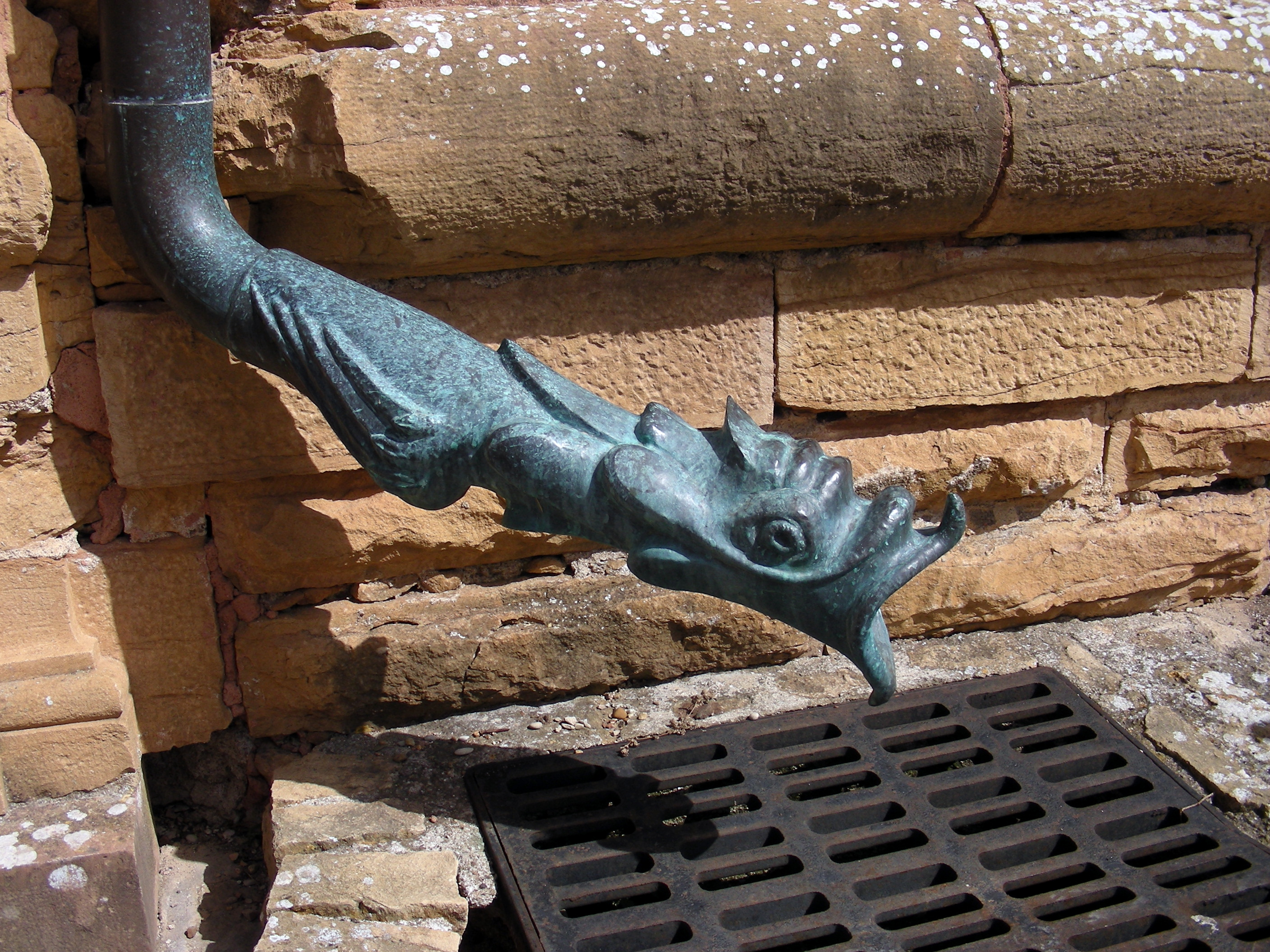
Château de Cormatin.
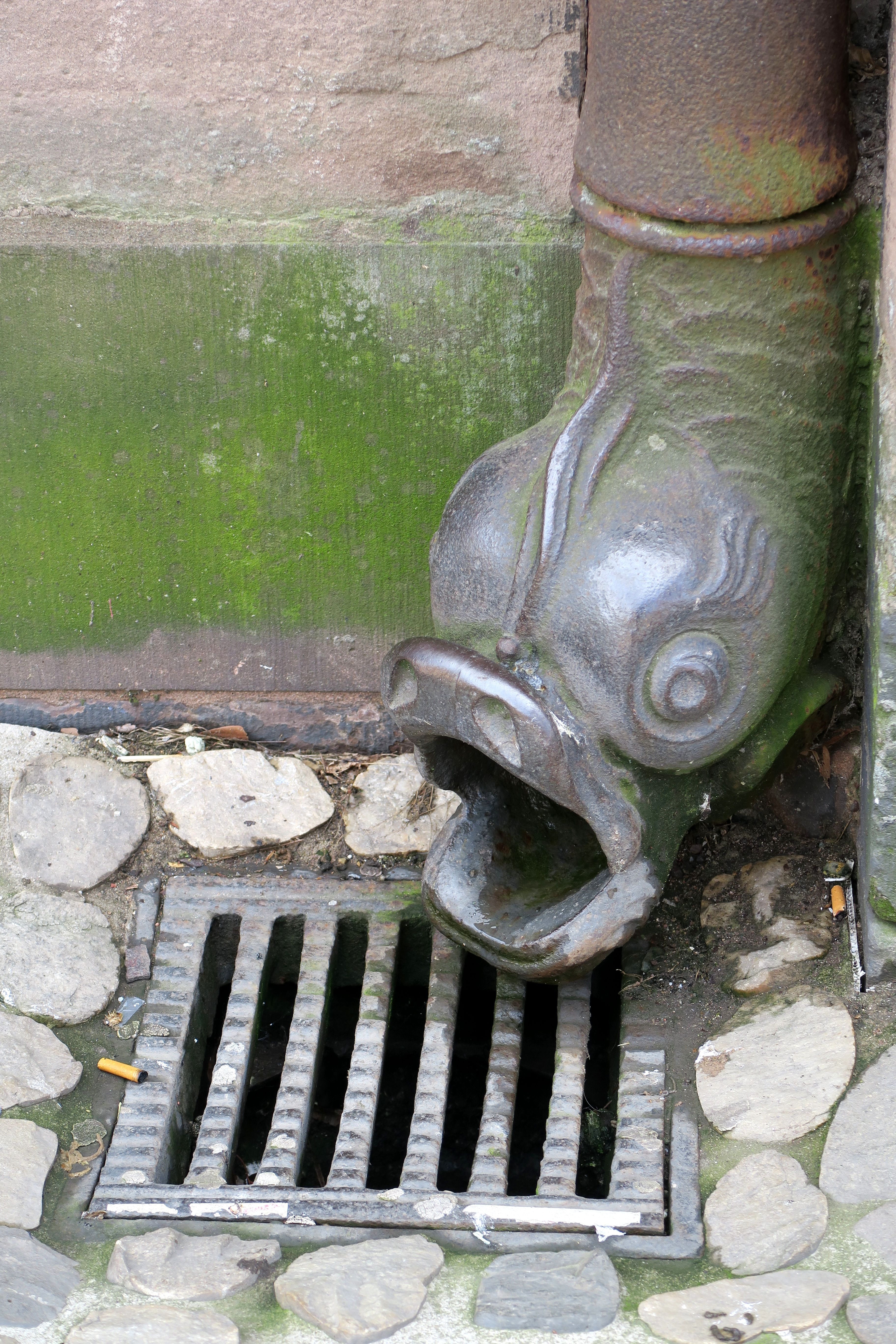
Dauphin à Strasbourg.

## Constructions récentes
Actuellement, surtout en ville ou dans les bâtiments modernes, la plupart des tuyaux de descente pluviale ne sont plus munis d'un orifice coudé à leur base mais sont directement connectés à un tuyau d'évacuation horizontal relié au système d'égouttage. Le motif décoratif en forme de bouche de poisson crachant latéralement le jet d'eau dans un caniveau, ou à même le pavement, ayant disparu, la signification de ce terme s'est modifiée et son sens s'est un peu perdu. En architecture, il désigne par extension simplement le pied renforcé par un tuyau de fonte d'une descente de gouttière et aboutissant directement à un système enterré d'évacuation des eaux pluviales. Le pied en fonte plus rigide et plus robuste que le tuyau en zinc de la descente protège celui-ci contre l'écrasement en cas de choc.